# Petrus Johannes van Reysschoot
Petrus Johannes van Reysschoot, né le 18 janvier 1702 à Gand et où il est mort le 22 février 1772, est un peintre, graveur et décorateur flamand du XVIIIe siècle, actif en Angleterre, qui réalisa des portraits, des scènes de genre de chasses à courre et des sujets religieux.

## Biographie
Aîné de la dynastie des Van Reysschoot, c'est le frère d'Emmanuel Petrus van Reysschoot. Il est le premier peintre d'une famille d'artistes à dominer l'activité artistique à Gand depuis cinq générations. 
Il se forme probablement à Paris, où il suit les cours de l'académie royale de peinture et remporte un second prix en 1730.
Il passe une grande partie de sa carrière en Angleterre, ce qui lui a valu le surnom de den Engelschman (« l'Anglais »). Il y travaille à partir de 1732 au moins, mais on sait qu'il est revenu dans sa ville natale, Gand, en 1744. Il semble avoir mené une carrière parallèle en Angleterre et sur le continent.
Célèbre à Gand de son vivant en raison de son prix à l'académie de Paris et de sa carrière en Angleterre, sa gloire fut par la suite estompée par celle de son neveu et filleul Pieter Norbert van Reijsschoot (1738-1795). Il cesse de peindre en 1755, pour des raisons mal élucidées.

## Œuvre
En Angleterre, il peint des scènes d’histoire et de sport (c’est-à-dire de chasse) et c'est un portraitiste qui travaille sur commande, notamment auprès de la gentry des Midlands. Ces sporting conversation pieces telles "The Meet" et "The Kill" (1743) sont très appréciées. Ce genre, création originale du peintre anversois Peter Tillemans, est particulièrement populaire en Angleterre au XVIIIe siècle. Il peint ces deux tableaux pour Sir John Frederick de Southwick Park dans le Hampshire. Ils montrent le seigneur et sa compagnie lors d'une partie de chasse dans son domaine de Hascombe à Surrey. Ses œuvres anglaises montrent également une connaissance bien comprise de Godfrey Kneller, Michael Dahl et John Wootton mais aussi du peintre français Nicolas de Largillière.
A Gand, il peint les membres des confréries Saint-Michel, Saint-Sébastien et SaintGeorges, les décors de fêtes de la Joyeuse Entrée de Marie-Thérèse (1744) et réalise pour l'abbaye de Baudeloo l'impressionnante série du "Christ", de la "Vierge" et des "Apôtres" (1753). Ses œuvres religieuses et ses dessins prolongent avec maladresse la peinture baroque du siècle précédent. Ses douze apôtres sont conservés dans l'église augustinienne de Gand.
- Un groupe jacobite à St James Park, 1735-1745, huile sur toile, 46 × 55 cm, Tate Britain, Londres[3]
- Portrait de Sir Danvers Osborn (1715–1753), gouverneur de New York, 1736, huile sur toile, 76 × 64 cm, Collection particulière, Vente Sotheby's 2018[4]
- Amoureux dans un paysage, vers 1740, huile sur toile, 49 × 53 cm, centre d'art britannique de Yale, New Haven
- Anne Askham (1730–1784), 1740, huile sur toile, 75 × 62 cm, National Trust, Peckover House[5]
- Frances Askham (d. 1748), 1741, huile sur toile, 74 × 61 cm, National Trust, Peckover House[6]
- L'Évêque Mark Hildesley (1695-1772), 1741, huile sur toile, 61 × 51 cm, Manx Museum, Douglas, Isle of Man[7]
- Compagnie élégante prenant le café sur une terrasse, 1742, huile sur toile, 126 × 108 cm, Collection particulière, Vente Sotheby's 2008[8]
- Le rendez-vous de chasse, 1743, huile sur toile, 230 × 175 cm, Musée des Beaux-Arts de Gand[9]
- L'Hallali, 1743, huile sur toile, 230 × 175 cm, Musée des Beaux-Arts de Gand[10]

"
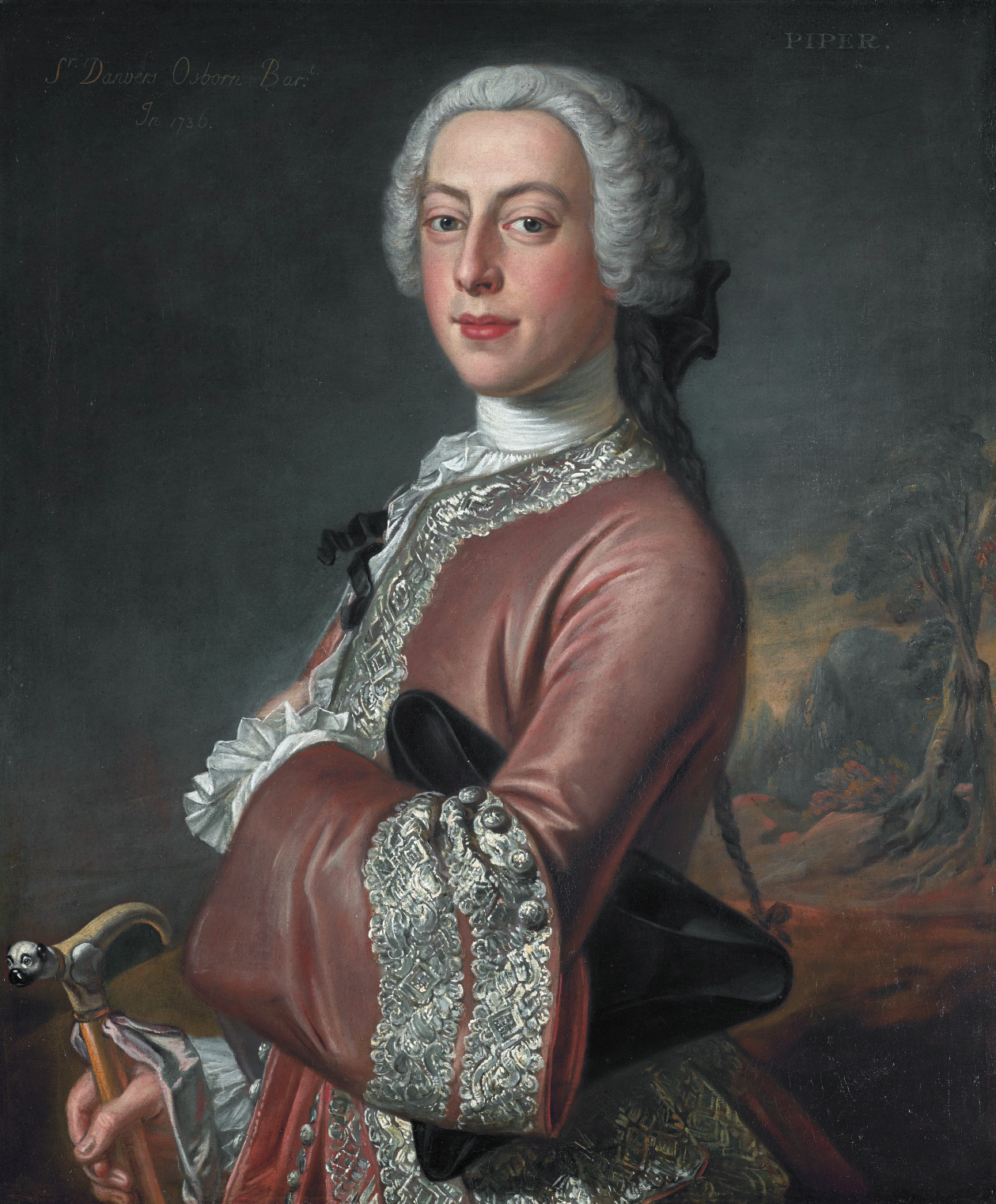
Sir Osborne, 1736 Collection particulière
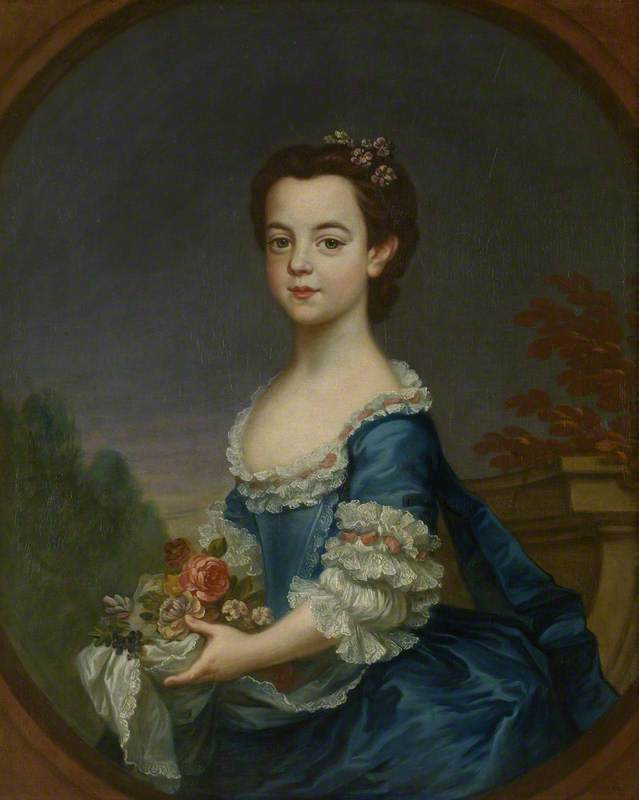
Anne Askham, 1740 Peckover House
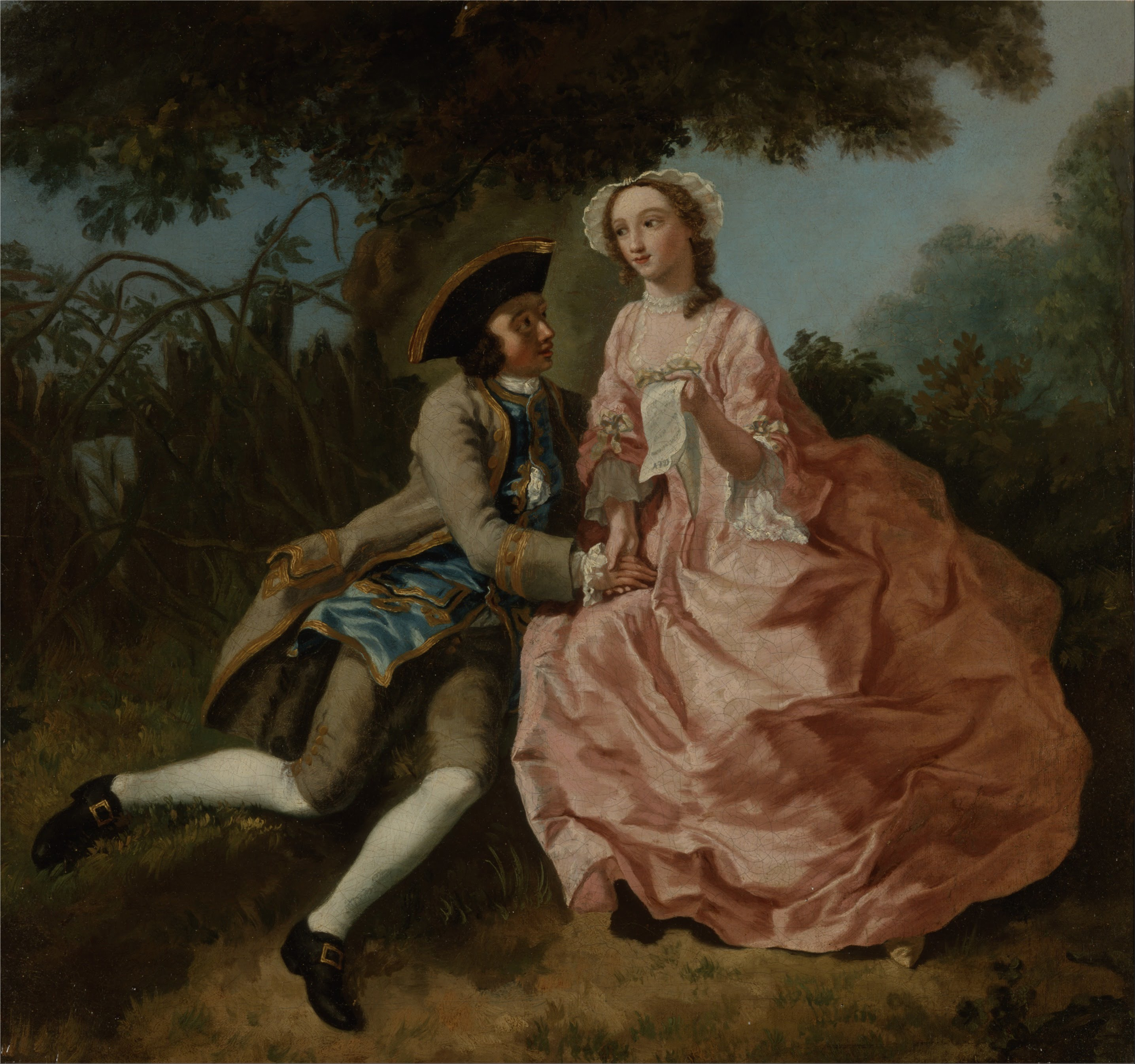
Amoureux dans un paysage, v. 1741 Yale, New Haven
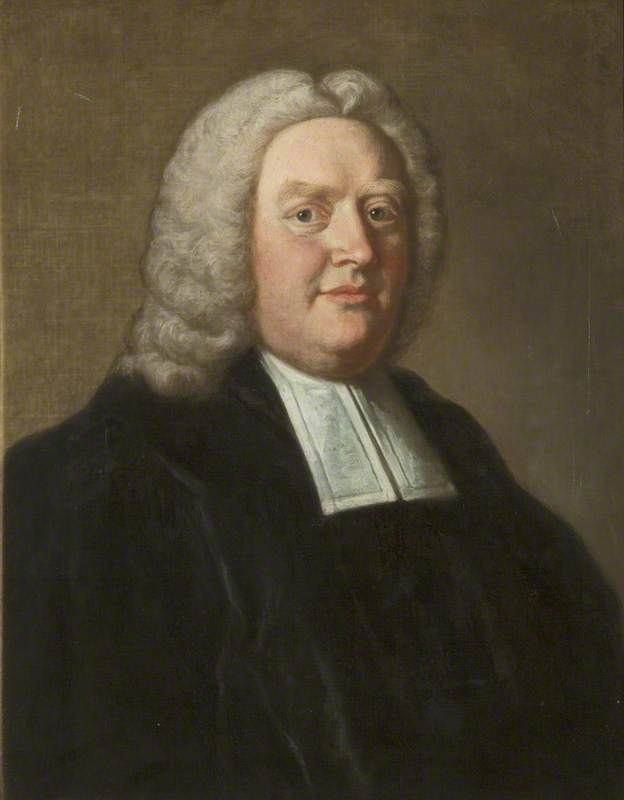
Mark Hildesley, v. 1741 Isle of Man
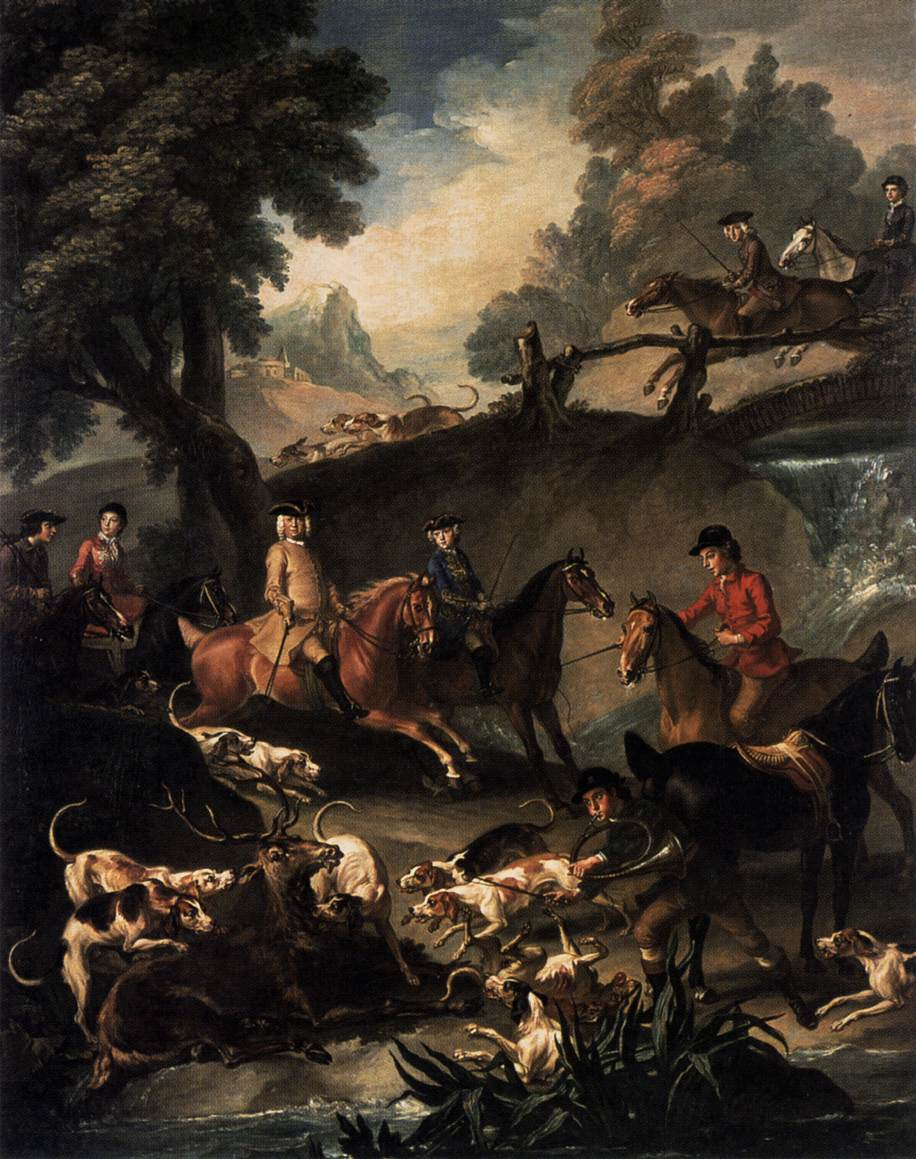
L'Hallali, 1743 Gand
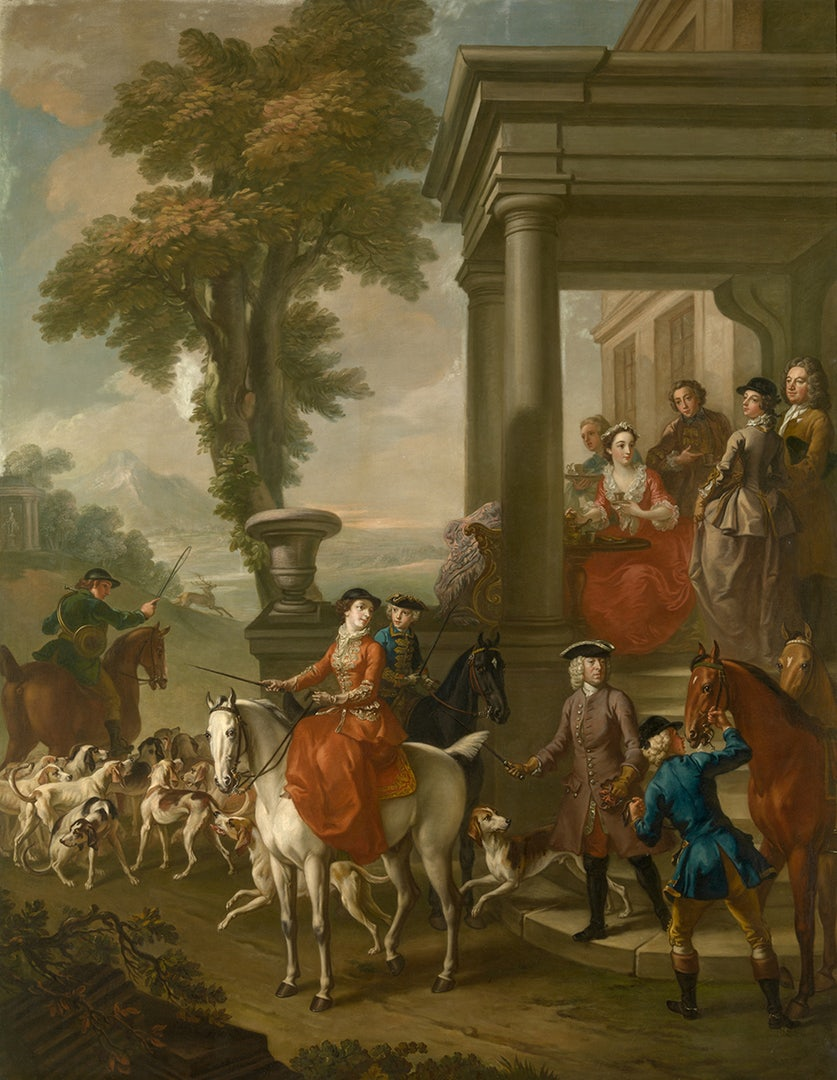
Le Rendez-vous, 1743 Gand

Il a gravé des sujets de genre et des animaux.